# Ratkó Anna
Ratkó Anna, (Nána, 1903. augusztus 19. – Budapest, 1981. július 20.) asszonynevén Bíró Károlyné (Nána, 1903. augusztus 19. – Budapest, 1981. július 20.) szövőnő, szakszervezeti vezető, népjóléti, majd egészségügyi miniszter, a Ratkó-korszak névadója. Ő volt az első nő Magyarországon, aki miniszteri posztot töltött be. Unokaöccse Ratkó József József Attila-díjas költő.

## Élete

### Fiatalkora
Ratkó Anna 1903. augusztus 19-én született egy tizenhárom gyermekes munkáscsaládba, tizennegyedik gyerekként. A tizenhárom testvér mellé a szülők még két elárvult rokongyereket is befogadtak. Édesanyja háztartásbeli, apja szerszám- és géplakatos volt. A gyerekek közül nyolc fiú az apa mesterségét tanulta ki. A család 1916-ban a jobb megélhetés reményében Budapest elővárosába, Pesterzsébetre költözött. 12 éves korától dolgoznia kellett, mivel a család hat tagját elvitték katonának. A Soroksári úti Fegyver- és Gépgyárban kezdett dolgozni mint gépmunkásnő. Már fiatalon, 14 évesen belépett a szakszervezetbe, majd annak bizalmija lett.

### Korai mozgalmi élete
Alig 16 éves volt, amikor részt vett különböző munkásmegmozdulásokban: háborúellenes akciókban, sztrájkokban, tüntetéseken. 1919-ben elfogták és házi őrizetbe helyezték. A Soroksári úton található Hazai Fésűfonóban lett cérnázó, majd szövőnő. 1921-től dolgozott az üzemben. Fiatal kora ellenére ő lett a Textilipari Munkások Szakszervezetének pesterzsébeti csoportjának az elnöke. 1922-ben a Textilszakszervezetek Központi Vezetőségébe választották be. Ekkor mindössze 19 éves. Nincs bizonyíték rá, hogy szerzett volna textil-technikusi képzettséget.
Férjével, Bíró Károllyal 1927-ben lettek a Kommunisták Magyarországi Pártjának tagjai. Bíró Károly bőripari munkás volt, szintén szakszervezeti vezető. Pártjuk megbízásából beléptek az MSZDP-be, hogy ott terjesszék a kommunista nézeteiket. Hamarosan a KMP Pesterzsébeti Végrehajtó Bizottságának is a tagja lett. Férjével ellentétben ő inkább gyakorlati szerepeket vállalt a mozgalomban, agitált, nőgyűléseket tartott. Tagja volt a szociáldemokrata Országos Nőszervező Bizottságnak. Egy bérsztrájk szervezése és kirobbantása miatt rendőri felügyelet alá, majd egy évig feketelistára került. Ez azt jelentette, hogy egy munkaadó csak egy hétig foglalkoztathatta. Életrajza ettől kezdve sajnos hiányos. 1929-től dolgozott a Weiss Manfréd Tölténygyárnak, majd a Ganz Villamossági gyárban. Még ebben az évben főbizalmi lett új munkahelyén.
1942-től csatlakozott illegális kommunista akciókhoz. Az ostromot követően a MKP tagjaként vett részt a politikai életben. Egyike azon keveseknek, akik nő létükre a felső vezetés tagjai lehettek. Először a Magyar Nők Demokratikus szövetségének megszervezésén dolgozott. Időközben megválasztották a Textilmunkások Szakszervezetének főtitkárává. Ide tartozott a selyem-, a len-, a kender-, fonó- és szövőgyárak munkásai, a kötélgyártóktól a harisnyakötőkig. Olyan népes volt ez a szakma, hogy a szakszervezetük főtitkára automatikusan lett 1945. decemberétől a Szakszervezeti tanács elnöke. 1945. április 2-án delegálták az Ideiglenes Nemzetgyűlésbe. Az 1945. november 4-ei választásokon mandátumot szerzett, és a Nemzetgyűlés jegyzője lett. 1945-ben elvégzett egy hat hónapos pártiskolát, és az MKP 1945. májusi értekezletén póttagként bekerült a központi bizottságba. Az 1946-os III. kongresszuson rendes taggá választották.

### Népjóléti miniszterként
A Népjóléti Minisztériumot az 1944. december 21-én összeült Ideiglenes Nemzetgyűlés hozta létre. A minisztériumot a kommunisták mindig fontosnak tartották, irányítását kézben akarták tartani. A minisztérium feladatának a szociális és egészségügy irányítását szánták. A minisztériumon belül azonban a Független Kisgazdapárt rendelkezett a legnagyobb orvoscsoporttal, és a szociáldemokraták aránya is magas volt. Rákosiék az igazolási eljárásokat használták fel eltávolításukra. Az igazoló bizottságok a háborús bűnösök és a Horthy-korszakban szerepet vállalók kiszűrésére jöttek létre, de a kommunisták a hatalomátvételre, pozícióik megerősítésére használták őket.
A minisztérium élén 1948-ban Olt Károlyt váltó Ratkó lett az első női minisztere Magyarországnak. Az ok egyszerű volt: Rákosinak egy megbízható káderre volt szüksége az Egészségügyi Minisztérium élén. Ezenkívül az is fontos volt, hogy Ratkó ellentétben a kormány legtöbb tagjával nem emigráns „moszkovita”, hanem a hazai körülményeken edződött, azokat jól ismerő ember volt, s ezen túlmenően az sem volt mellékes, hogy ellentétben számos más vezetővel, nem volt zsidó. (Utóbbiak magas arányát Rákosi szemére vetették a moszkvai tárgyalásai során.) A minisztérium egyre inkább a propaganda eszközévé vált, a szakmaiság helyébe a megbízhatóság lépett. Munkáskádereket neveztek ki a legtöbb klinika és oktatási intézmény élére. 1948-ban Kossuth-érdemrenddel (harmadik osztály) tüntették ki.
Ratkó Anna egyik lépése különösen nélkülözte a szakmaiságot. Budapesten körülbelül 800 olyan gyerek volt, akik vagy hadiárvák voltak, vagy a szovjet katonák erőszakoskodásaiként fogantak. Ezek a gyerekek rosszul ellátott otthonokba kerültek állami gondozásba, amelyek nagy része még szakemberhiánnyal is küszködött. A minisztérium szakreferensének javaslatára a gyerekeket családokhoz adták, úgymond csecsemő családi telepekre. A lépés a legtöbb gyereket megmentette a haláltól vagy az egészségkárosodástól, Ratkó Anna viszont megvétózta a rendeletet és visszavetette a gyermekeket az állami gondozásba. Az ok: az örökbefogadó családok nagyrészt a régi uralkodó osztályból kerültek ki. A kor ideológiája szerint pedig a „horthysta reakció” nem nevelheti fel a jövő gyermekeit. A szerencsétlen gyermekek között ezt követően megnőtt a halálozási ráta a rossz ellátás miatt, a személytelen, családi kötődés nélküli gyermekkor maradandó lelki sebeket okozott.

### Egészségügyi miniszterként és a „Ratkó-korszak”
A Népjóléti Minisztériumot 1950 decemberében Egészségügyi Minisztériummá szervezték át. A fő ok az volt, hogy a népjóléti rendszer sok mindent megörökölt az előzőből, és ezt akarták egy szocialista modellé átalakítani. Ehhez még a Szovjetunióból is hívtak tanácsosokat, hogy a „lemásolás” minél pontosabb legyen. Hivatalosan 1950. december 16-án jött létre az Egészségügyi Minisztérium, élén Ratkó Annával mint egészségügyi miniszterrel.
A minisztérium legfőbb feladatai az orvos- és gyógyszerészképzés, illetve továbbképzés, a népbetegségek elleni küzdelem, a megelőző-gyógyító ellátás szervezése, az állami gondozás, gyógyüdülőhelyek felügyelete és természetesen az orvoskáderek képzése. A nem megfelelő ideológiájú orvosokat legjobb esetben vidékre száműzték.
Leghíresebbé azonban a róla elnevezett születésszabályozási törvény tette. Bár a törvény koncepciója az MDP felső vezetésében született, neki nem volt beleszólása, csupán arc volt a rendelethez, mégis az ország vele azonosította a törvényt. A törvény megtiltotta a terhesség művi megszakítását, az abortuszt. Propagandát folytattak a gyermekvállalás mellett, még akár házasságon kívül is. Bevezették a gyermektelenségi adót, amelyet az a 20 és 50 év közötti férfi, illetve 20 és 45 év közötti nő volt köteles fizetni, akinek már volt keresete, de gyereke még nem. Az adó az adóalap 4%-ára terjedt ki.
Ezzel párhuzamosan rögzítették az anyák, terhes nők és gyermekek védelmét. Szülés előtt 12 hét fizetett szabadságot és a szülés után hat hónap szoptatási időt biztosított a törvény. A rendelet valóban jelentős eredményt ért el a népszaporulat növelésében: tíz év alatt közel hatszázezerrel nőtt a lakosság száma. Ha ebbe belevesszük az 1956-os kivándorlást is, akkor legalább nyolcszázezres növekedésről beszélünk, ami ennyivel több élveszületést jelent a halálozásoknál.

### Utolsó évei

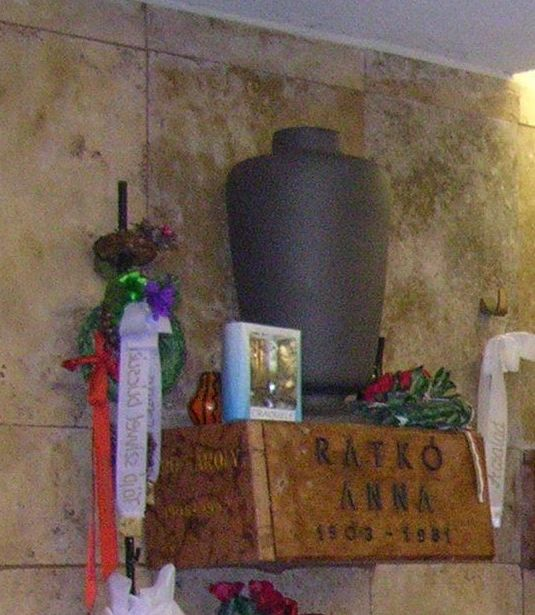
Hamvai a Fiumei úti sírkert Munkásmozgalmi Panteonjában, 2005-ben

Ratkó Anna pályafutása a törvény bevezetése után nem sokkal, 1953. április 18-án véget ért. Az új miniszter Zsoldos Sándor lett. Felmentését állítólag maga kérte, infarktusára és kimerültségére hivatkozva. Valójában az történhetett, hogy egyre inkább előtérbe került a szakmaiság. Ezenkívül Sztálin 1953. március 5-én meghalt, a szovjet vezetés is egyre inkább a reformok mellett állt ki. Komolyabb funkcióit elvesztette, már csak egyfajta dísz maradt belőle. Az MDP központi vezetőségének még 1956-ig a tagja volt, a Szakszervezetek Országos Tanácsának (SZOT) a titkára, de 1957-ben valamennyi tisztségétől megválni kényszerült. Betegségére hivatkozva (infarktust kapott) nyugdíjazták, és rendkívüli személyi nyugdíjas lett. Egyedül a Textilipari Dolgozók Szakszervezetének maradt az elnöke, majd 1975-től a szakszervezet díszelnöke lett, hosszú mozgalmi múltjának az elismeréseképpen. 1978-ban Munka Vörös Zászló Érdemrendet kapott. Súlyosbodó betegsége miatt az utolsó évekre háttérbe vonult, ugyanakkor a szakszervezeti vezetésről nem mondott le. 1981. július 20-án hunyt el Budapesten, 78 éves korában.

## Beszédeinek kiadásai
- Orvoskongresszus Balatonkenesén 1950. I. P. Szapozskov, B. V. Petrovszkij, Szörényi Imre előadásai, Rusznyák István, Ratkó Anna megnyitóbeszédével; Magyar-Szovjet Társaság Orvos-egészségügyi Szakosztály, Bp., 1950
- A szocialista egészségügy felé. Részletek Ratkó Anna beszédeiből; Egészségügyi, Bp., 1951